# Kostelecké uzeniny
Kostelecké uzeniny jsou masokombinát, který sídlí v Kostelci u Jihlavy. Společnost byla založena v roce 1917 na místě bývalé brusírny skla a dřeva, v 90. letech 20. století se stala největším výrobcem uzenin v České republice. Akciovou společnost od roku 2007 vlastní Agrofert Andreje Babiše.

## Historie
Továrnu na uzeniny a konzervy založili 6. prosince 1917 Jan Satrapa, Richard Spitzer, Karel Czánský, Jan Hamlisch a Josef Spitzer jako společnost s ručením omezeným. 1. března 1918 se stal technickým ředitelem a spolumajitelem továrny Josef Bílek. Ten se zúčastnil budování podniku od jeho samého začátku, vedl nákup, obchod i výrobu. Firma pro svůj provoz přestavěla budovu bývalé brusírny skla. Dne 1. ledna 1928 byla firma převedena na akciovou společnost, jež měla závody v Hodicích, Studené a Krahulčí a zaměstnávala 670 pracovníků. Po únoru 1948 byly Kostelecké uzeniny znárodněny a zařazeny pod státní podnik s názvem Jihomoravský průmysl masný, závod 06 Kostelec. V roce 1992 po privatizaci byla založena akciová společnost, kterou převzalo obchodního družstva Maso Uzeniny. V roce 2005 většinový podíl získal Agrofert Holding Andreje Babiše. V roce 2007 Agrofert vykoupil akcie zbývajících akcionářů a firmu zcela ovládl. V roce 2010 proběhla fúze s Maso Planá, zároveň byl ukončen drůbežářský provoz, který byl převeden pod Vodňanské kuře a propuštěno bylo 300 lidí. V roce 2010 zaměstnávala téměř 2000 pracovníků.

## Produkty
Firma se specializuje na červené maso (vepřové a hovězí). Dále nabízí široký sortiment uzenářských výrobků, ale i konzervy.

## Logo
Kostelecké uzeniny používají jako logo panáčka hltajícího párek na červeném pozadí s nápisem Založeno 1917. Roku 2007 bylo na stránkách TheMishMash.com logo zařazeno do kategorie 12 „produktů z pekla“. V roce 2010 panáčka s párkem zařadil server Damn Cool Pics do výběru log se sexuálním podtextem. V roce 2014 si jej povšiml Business Insider a začlenil logo Kosteleckých uzenin do článku 15 log vás určitě zaujme, které převážně spojovaly sexuální konotace.

## Odraz v kultuře
Spisovatel Bohumil Hrabal se o kosteleckých párcích zmiňuje ve svém románu Bambini di Praga. Mluví se o nich i ve filmové adaptaci tohoto románu Andělské oči režiséra Dušana Kleina.